# 明庆陵
庆陵，明十三陵之一，位于中国北京天壽山陵内黄山寺二岭南麓，是明朝第十四位皇帝明光宗朱常洛与三位皇后：孝元贞皇后郭氏、孝和皇后王氏、孝纯皇后刘氏的合葬陵寝。
该陵墓原为明代宗朱祁钰和他的继杭氏所建的寿陵。寿陵是对在世皇帝所建陵寝的通称。景泰七年（1456年）二月庚申，杭皇后逝世。甲子，命太监吉祥、保定侯梁珤、工部右侍郎赵荣督工营造寿陵。六月，杭皇后安葬于此。景泰八年（1457年），英宗復辟。明代宗被软禁一个月后逝世，葬于西郊金山，即景泰陵。当时，寿陵的工程尚未完工，代宗墓的明楼还未建，已建成的杭皇后的明楼则与长陵、献陵相类。天顺元年（1457年）五月癸酉，因襄王朱瞻墡的上奏，明英宗命工部尚书赵荣领长陵等三卫官军五千人拆毁杭氏所葬的寿陵。日后，由于明光宗在位时间仅一月余，尚来不及修建皇陵，故继位的明熹宗朱由校将光宗安葬于此。